# Bank of Baroda

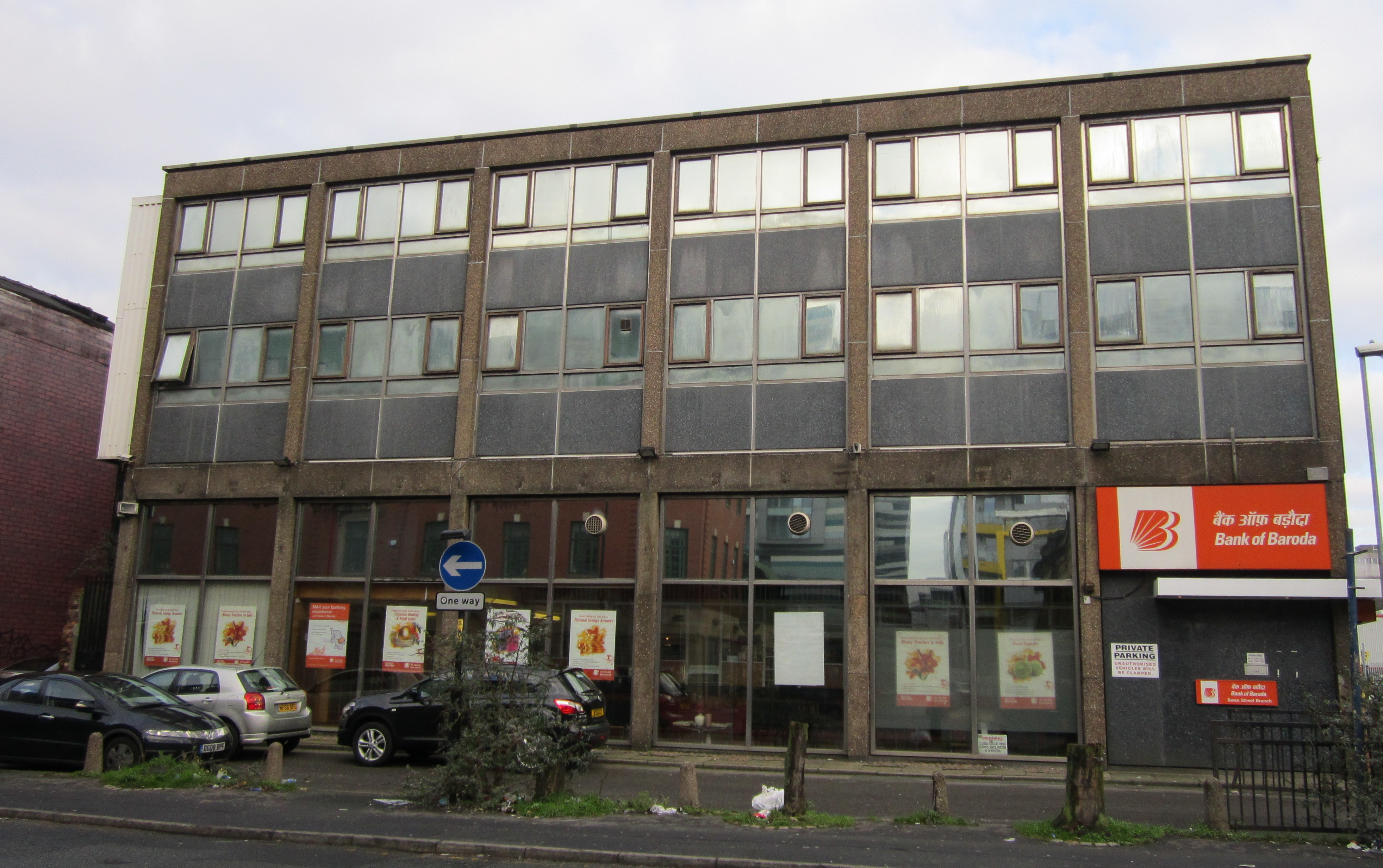
Bank of Baroda, Swan Street, Manchester, England

Die Bank of Baroda (BoB) ist ein indisches multinationales öffentliches Bank- und Finanzdienstleistungsunternehmen. Es ist im Besitz der indischen Regierung und hat seinen Hauptsitz in Vadodara (Gujarat). Es hat sein Firmenbüro in Mumbai (Maharashtra). Mit einer Bilanzsumme von ca. 100 Milliarden US-Dollar ist sie die zweitgrößte Bank des Landes und verfügt über ein Netzwerk von 5.538 Filialen in Indien und im Ausland sowie 10.441 Geldautomaten (Stand: Juli 2017). Die Bank war 2018 Teil der Forbes-Global-2000-Liste der 2000 größten börsennotierten Unternehmen weltweit.
Die Bank hat 107 Niederlassungen und Büros in 24 Ländern (außerhalb von Indien), darunter 61 Niederlassungen der Bank selbst, 38 Niederlassungen ihrer 8 Tochtergesellschaften und eine Repräsentanz in Thailand. Die Bank of Baroda hat zudem ein Joint Venture in Sambia mit 16 Büros.
Zu den Auslandsniederlassungen der Bank of Baroda zählen Büros in den wichtigsten Finanzzentren der Welt (u. a. in New York City, London, Dubai, Hongkong, Brüssel und Singapur) sowie in weiteren Städten.

## Geschichte
Die Bank wurde zur Zeit Britisch-Indiens am 20. Juli 1908 von Sayajirao Gaekwad III. gegründet, dem damaligen Maharadscha von Baroda im heutigen Gujarat. Im Jahr 1918 wurde eine Zweigstelle in Bombay, 1937 eine in Kalkutta und 1949 eine in Delhi eröffnet. 1956 folgten die ersten Filialen in Kenia und Uganda (beides damals noch britische Kolonien), die sich vor allem an die dort lebende indische Diaspora richtete. 1957 unternahm BoB einen großen Schritt im Ausland und gründete eine Niederlassung in London.
Im Jahr 1958 erwarb die BoB die Hind Bank (Kalkutta; gegründet 1943), die zur ersten inländischen Übernahme der BoB wurde. Bislang wurden 10 andere Banken mit der Bank of Baroda zusammengelegt. Die Bank wurde zusammen mit 13 anderen großen Geschäftsbanken Indiens am 19. Juli 1969 von der indischen Regierung unter Premierministerin Indira Gandhi verstaatlicht.
Die indische Regierung kündigte am 17. September 2018 die Fusion der Bank of Baroda, der Vijaya Bank und der Dena Bank an, um den drittgrößten Kreditgeber des Landes zu schaffen. Die Fusion wurde am 2. Januar 2019 vom Unionskabinett und den Vorständen der Banken genehmigt. Die Fusion wurde am 1. April 2019 wirksam.